# Тенедос
Тенедос (на турски: Bozcaada, Бозджа̀ада, на гръцки: Τένεδος, Тенедос) е остров в северната част на Бяло море, във вилаета Чанаккале, Турция. Островът е разположен срещу Троада в Мала Азия на юг от входа на Дарданелите. Тенедос и съседният по-голям остров Имброс са единствените големи егейски острови, които остават в рамките на Турция след разпада на Османската империя.
Островът има население от около 2500 души, около 30 от които гърци, останалите турци. Основното препитание на жителите на Тенедос е туризмът и риболовството. Тенедос от векове е известен и със своето грозде и първокачествени вина.